# NGC 2676
NGC 2676 ist eine Linsenförmige Galaxie vom Hubble-Typ S0 im Sternbild Großer Bär am Nordsternhimmel. Sie ist schätzungsweise 390 Millionen Lichtjahre von der Milchstraße entfernt und hat einen Durchmesser von etwa 140.000 Lichtjahren.
Das Objekt wurde am 24. November 1886 von Lewis Swift entdeckt.